# Торрікаду
Торрікаду — класична закуска португальської кухні з провінції Рібатежу.

## Характеристика
Спочатку була поширення серед сільських робітників, яким потрібно було швидко перекусити під час праці в полі. Сьогодні його зазвичай подають під час родинних вечер та зустрічей друзів, а також на деяких місцевих гуляннях.
Застосовують як закуску або гарнір до соленої тріски на грилі, але також до сардин чи м'ясом (свининою або яловичиною).

## Приготування
Це шматочки хліба, що смажаться на вугіллі, потім просякають оливковою олією, посипають сіллю та натирають часником. Зазвичай смажать над багаттям. Зазвичай подають з додатковими закусками чи харчами (овочами, сиром, зеленню), що робить торрікаду універсальною стравою.
Спочатку буханець хлібу розрізають уздовж, потім окроплюють оливковою олією, потім смажити. Після цього посипати сіллю та натерти часником. За іншим варіантом: трохи обсмажити пів хлібини, натерти часником, знову трохи обсмажити, після цього натерти сіллю з оливковою олією, завершити смаження хліба. Страва готова.
За цим вже йде компонування: зверху кладеться інша страва — риба чи м'ясо, овочі, насамперед томати або сир (чи разом). Зверху можна полити соусом з гірчиці, лимонного соку та оливкової олії. Після цього розрізається разом з хлібом на 4 або 6 частин.